# CNP-300
CNP-300 är en tryckvattenreaktor utvecklad av China National Nuclear Corporation (CNNC).
Det är Kinas första inhemska kommersiella kärnreaktordesign, med utveckling som började på 1970-talet baserat på en reaktordesign för en atomubåt.
Reaktorn har en termisk kapacitet på 999 MW och en brutto elektrisk kapacitet på 325 MW, med en nettoeffekt på cirka 300 MWe och en enkelkretsdesign.
Den första CNP-300-enheten togs i drift i Qinshan kärnkraftverk 1991.
CNP-300 var den första kinesiska kärnreaktorn som exporterades, med installationen av den första enheten vid Chashma kärnkraftverk i Pakistan. Enheten togs i bruk år 2000. Ytterligare en enhet färdigställdes 2011 och ytterligare två enheter togs i drift 2016 och 2017 vid samma anläggning.